# Esther Kreitman
Hinde Ester Singer Kreytman (Biłgoraj, Zarato de Polonia, 31 de marzo de 1891-Londres, Inglaterra, 13 de junio de 1954), conocida en inglés y castellano como Esther Kreitman, fue una escritora de cuentos y novelista en lengua yidis.
Nació en el seno de una familia rabínica judía. Sus hermanos menores, Israel Yehoshua Singer e Isaac Bashevis Singer se convirtieron también en escritores.

## Biografía
Kreitman era hija de Pinchos Menachem Singer (Pinkhas Mendl Zinger) y de su esposa Basheve (Betsabé) Zylberman. Su padre era rabino y un ferviente judío jasídico con un profundo interés por el misticismo. La madre de Kreitman también provenía de una familia rabínica, aunque no jasídica. Como hija del rabino de Biłgoraj, que fue reconocido en su época por su carácter intelectual y espiritual, se benefició de una educación comparable a la de sus hermanos.
Kreitman tuvo una infancia infeliz. Según su hijo, su madre la dejó durante sus tres primeros años de vida en manos de una nodriza, quien la dejaba en una cuna bajo una mesa polvorienta, donde era visitada una vez a la semana por su madre, que no la tocaba. Más tarde, a pesar de ser una niña especialmente dotada, tuvo que ver cómo se educaba a sus hermanos menores mientras ella era relegada a las tareas de la casa. La primera novela de Kreitman incluye numerosas escenas que representan el deseo de su protagonista femenina de recibir una educación: las escenas en las que espera con gran expectación que el librero llegue a su ciudad, los sueños de convertirse en una estudiosa o la escena en que esconde un libro de texto en ruso de los miembros masculinos de su familia para que no descubran que está estudiando en secreto. Es probable que estos episodios reflejen la propia historia de Kreitman.
En 1912 aceptó un matrimonio concertado y se fue a vivir con su esposo, Abraham Kreitman, un tallador de diamantes, a Amberes, Bélgica. Los acontecimientos en torno a este matrimonio son descritos por la propia Esther Kreitman en Deborah y por Isaac Bashevis Singer en su relato autobiográfico In my Father's Court.
En Amberes nació su hijo, Morris Kreitman, que más tarde fue conocido por su pseudónimo periodístico, Maurice Carr, y por su pseudónimo literario, Martin Lea. El estallido de la I Guerra Mundial obligó a la familia a huir a Londres, donde Kreitman vivió el resto de su vida, excepto dos largas temporadas en que estuvo en Polonia.
Su matrimonio no fue feliz. Ella y su marido trabajaban en trabajos serviles y tuvo que dedicarse a traducir al yidis obras clásicas inglesas para ganar algún dinero extra. A pesar de que había sido la primera de la familia en escribir, publicó relativamente tarde. Su primera novela Der Sheydims Tants (Danza de los Demonios) apareció en Polonia en el año 1936. Fue traducida por su hijo en 1946 como Deborah. Su segunda novela, Brilyantn (Diamantes), fue publicada en 1944. Yikhes (Linaje), su libro de cuentos, fue publicado en 1949. Muchas de sus obras tratan de la condición de la mujer, en particular de las intelectuales, entre los judíos asquenazíes. Otras obras exploran las relaciones de clase y entre sus cuentos se incluyen varios ambientados en Londres durante el Blitz, que vivió en persona.
Después de la II Guerra Mundial, Kreitman intentó contactar con su madre y un tercer hermano, Moyshe, que ejercía como rabino en un pueblo en Polonia y que había huido a la Unión Soviética con su madre y su esposa; su padre había muerto antes de la guerra. Aunque recibió dos postales desde el sur de Kazajistán, en la ciudad de Dzhambul, (hoy Taraz), ya no hubo más comunicaciones. La evacuación forzosa de los refugiados judíos de Asia Central bajo condiciones extremadamente duras fue relativamente común en la Unión Soviética durante la II Guerra Mundial y ambos fallecieron en 1946. Su otro hermano Israel Yehoshua Singer había muerto en Nueva York en 1944, pero su hermano, Isaac Bashevis Singer, aún fue a visitarla a  Londres en 1947.
Su relación con sus hermanos fue siempre compleja. Su hijo recordaba que constantemente le contaba historias acerca de sus hermanos, hasta que madre e hijo fueron de visita a Polonia en 1936 y ella se sintió rechazada por ambos y nunca volvió a hablar de ellos. Este sentimiento de rechazo debió agravarse cuando Isaac Bashevis Singer se negó a ayudarla a emigrar a los Estados Unidos después de 1947. Tampoco respondió a las cartas de su hermana y no le envió dinero, a pesar de que -aunque aún estaba lejos de ser el famoso y acomodado escritor en que se convertiría en su vejez-, su situación era relativamente estable y Kreitman y su familia se encontraban en una situación muy necesitada.
Ninguno de los dos hermanos de Kreitman son conocidos por haberla alentado o ayudado a ser escritora. Sus libros nunca fueron reseñados en el diario en lengua yidis The Forward, para el que ambos trabajaban. Pero la profunda impresión que su personalidad tuvo en ambos se refleja en sus respectivas obras. En la obra Yoshe Kalb de Israel Yehoshua Singer, el personaje de una seductora mujer, infeliz e inestable, parece inspirado en Kreitman, y en la obra de Isaac Bashevis Singer Satanás en Goraj aparece una inocente chica que es aplastada por las circunstancias y que presenta los rasgos de Kreitman, quien sufría de epilepsia o de otra enfermedad física o mental con síntomas similares, y que fue más tarde diagnosticada como paranoica. El propio Isaac Bashevis dijo que su hermana era el modelo para su obra de ficción Yentl, una mujer que procede de un entorno tradicional y que desea estudiar los textos judíos. Isaac Bashevis consideraba que Esther Kreitman era la "mejor escritora en yidis" que conocía, pero que era muy difícil relacionarse con ella. "¿Quién puede vivir con un volcán?" (Hadda, p.  137). Y dedicó el volumen de su colección de historias cortas The Seance (Nueva York, 1968) "A la memoria de mi querida hermana".
Kreitman falleció en 1954 en Londres.

## Traducción y difusión póstuma de su obra
Después de su muerte, las obras, que escribió "en apoyo de la Haskalah (ilustración Judía) desde una perspectiva femenina", han sido traducidas al francés, alemán, neerlandés y español. Casi toda su producción está ahora disponible en inglés. Los cuentos de Kreitman fueron publicados en Polonia en el 2016 (en traducción al polaco de Natalia Moskal). Su biografía y obra sirvieron de inspiración para la obra de teatro Hindełe, la Hermana del Mago, interpretada en Lublin a partir de 2017.

## Obras de Esther Kreitman en yidis y en inglés
- Der Sheydim-Tants (Warsaw: Brzoza, 1936); traducida por Maurice Carr como Deborah (Londres: W. and G. Foyle, 1946; reeditada en Londres: Virago, 1983, Nueva York: St. Martins Press, 1983, Londres: David Paul, 13 de agosto de 2004, ISBN 978-0-9540542-7-4, y Nueva York: Feminist Press, 1 de mayo de 2009 ISBN 978-1-55861-595-3). Reseñada en The New Yorker (14 de enero de 1985) : 117–118.
- Brilyantn (Londres: W. and G. Foyle, 1944); traducida por Heather Valencia como Diamonds (Londres: David Paul, 15 de octubre de 2009, ISBN 978-0-9548482-0-0).
- Yikhes (Londres: Narod Press, 1949); traducida por Dorothee van Tendeloo como Blitz and Other Stories (Londres: David Paul, 1 de marzo de 2004 ISBN 978-0-9540542-5-0).

## Obras de Esther Kreitman en castellano
- La danza de los demonios (Xordica, 2018). Traducción de Rhoda Henelde y Jacob Abecasís. ISBN: 978-84-16461-20-2.
- Diamantes (Xordica, 2024). Traducción de Rhoda Henelde y Jacob Abecasís. ISBN: 978-84-16461-60-8.